# Выры (станция)
Выры — железнодорожная станция Волго-Камского региона Куйбышевской железной дороги. Расположена в п. Выры Ульяновской области. Находится на участке с тепловозной тягой ж-д линии «Инза — Чишмы». Начало эксплуатации — 1915 год.

## История
В 1898 году рядом с селом Выры была построена ветка Московско-Казанской железной дороги — от ст. Инза до ст. Симбирск . В 1915 году на ней была построена ж/д станция, а около станции вырос посёлок Выры, в котором живут в основном семьи, обслуживающие железнодорожную инфраструктуру.
С 10.1918 по 5.1920 гг. на станции работал будущий советский военачальник, дважды Герой Советского Союза, гвардии генерал-майор авиации Полбин Иван Семёнович.

## Деятельность
На станции осуществляются:
- Приём и выдача грузов повагонными и мелкими отправками, загружаемых целыми вагонами, только на подъездных путях и местах необщего пользования.
- Продажа билетов на все пассажирские поезда. Приём и выдача багажа не производятся.

## Дальнее следование по станции
По состоянию на 2024 год через станцию курсируют следующие поезда дальнего следования:

### Круглогодичное движение поездов
| № поезда | Маршрут движения      | № поезда | Маршрут движения      |
| -------- | --------------------- | -------- | --------------------- |
| 63       | Димитровград — Москва | 64       | Москва — Димитровград |
| 115      | Уфа — Москва          | 116      | Москва — Уфа          |
| 347      | Уфа — Санкт-Петербург | 348      | Санкт-Петербург — Уфа |
| 353      | Пермь — Адлер         | 354      | Адлер — Пермь         |
| 391      | Челябинск — Москва    | 392      | Москва — Челябинск    |
| 609      | Уфа — Ульяновск       | 610      | Ульяновск — Уфа       |

### Сезонное движение поездов
| № поезда | Маршрут движения      | № поезда | Маршрут движения      |
| -------- | --------------------- | -------- | --------------------- |
| 251      | Димитровград — Москва | 252      | Москва — Димитровград |
| 451      | Ижевск — Адлер        | 452      | Адлер — Ижевск        |